# Heathrow Terminal 4 (London Underground)

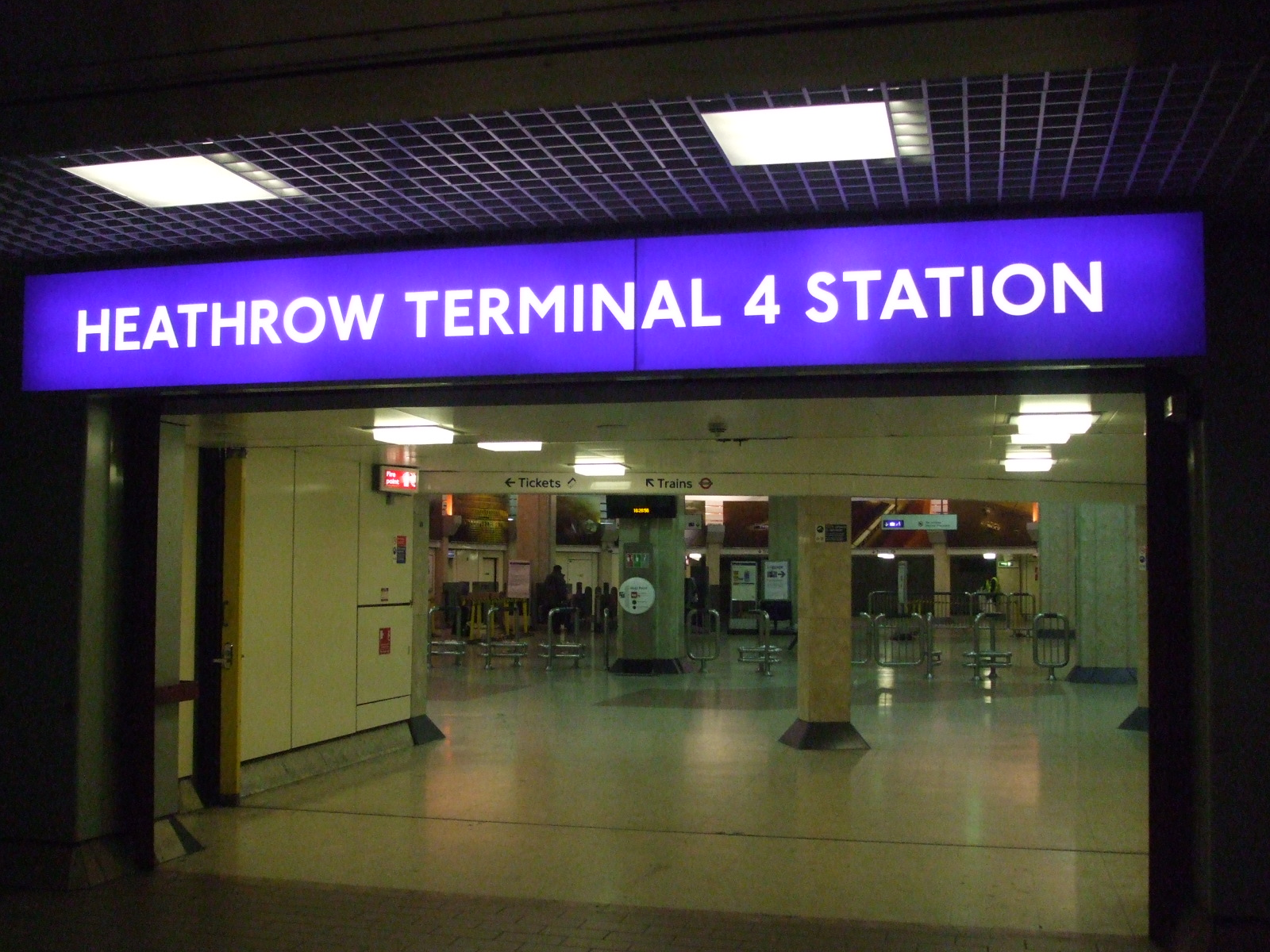
Eingang zur Station

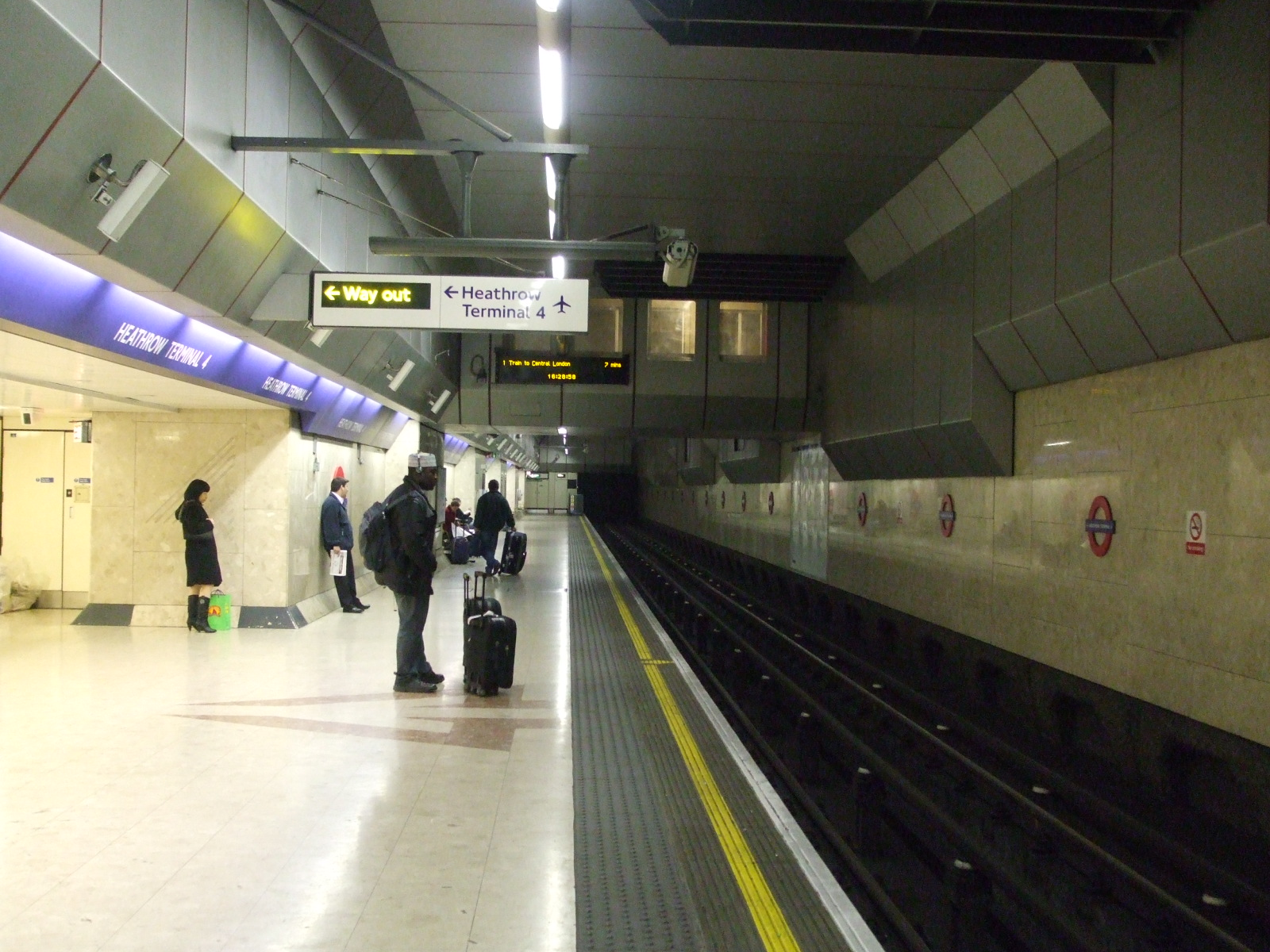
Bahnsteig

Heathrow Terminal 4 ist eine unterirdische Station der London Underground im Stadtbezirk London Borough of Hillingdon. Sie liegt in der Tarifzone 6, wird von der Piccadilly Line bedient und erschließt den Terminal 4 des Flughafens Heathrow. Im Jahr 2016 nutzten 2,28 Millionen Fahrgäste die Station. Sie befindet sich an einer eingleisigen Schlaufe und besitzt lediglich einen Seitenbahnsteig. Es besteht eine Fußgängerverbindung zum nahe gelegenen gleichnamigen Flughafenbahnhof von Heathrow Express.
Eröffnet wurde die Station am 12. August 1986, zusammen mit dem neuen Flughafenterminal. Von diesem Tag an verkehrten alle Züge der Piccadilly Line auf der eingleisigen Schlaufe, die von Hatton Cross über den Terminal 4 und die Terminals 2 & 3 zurück nach Hatton Cross führt. Schlaufe und Station wurden am 7. Januar 2005 vorübergehend stillgelegt, um die Errichtung eines Verzweigungsbauwerks in Richtung des neuen Terminals 5 zu ermöglichen. Die Erschließung des Terminals 4 erfolgte währenddessen durch eine Buslinie von Hatton Cross aus. Am 17. September 2006 erfolgte die Wiederinbetriebnahme der Station und der Schlaufe.
Seit der Eröffnung der Station unter dem Terminal 5 am 27. März 2008 verkehrt jeder zweite Zug direkt dorthin, während die andere Hälfte weiterhin die Schlaufe befährt.